# Estadi Municipal Xevi Ramon
L'Estadi Municipal Xevi Ramon és un camp de futbol ubicat a Vilassar de Mar, a la comarca del Maresme, a la província de Barcelona. És la seu de la Unió Esportiva Vilassar de Mar, club fundat el 1949. Inaugurat el 1991, el camp té gespa artificial amb unes dimensions de 104 x 65 metres i una capacitat de 800 espectadors. L'estadi porta el nom de Xevi Ramon Pera, entrenador i figura destacada del club. L'estadi és utilitzat per la UE Vilassar de Mar i acull partits de futbol base, així com altres esdeveniments esportius com les Trobades Territorials de futbol base de la Federació Catalana de Futbol. L'estadi disposa de 10 vestidors, 3 per als àrbitres, un bar i altres instal·lacions complementàries. L'entorn està envoltat d'arbres i jardins. Està ben comunicat per carretera, tren i autobús.